# Tömböly Dénes (építész)
Tömböly Dénes (Csánig, 1898. december 27. – Asunción, 1973. augusztus 11.) magyar építészmérnök, politikus, országgyűlési képviselő.

## Élete
1898-ban született a Vas vármegyei Csánig községben, evangélikus vallású kisgazda családban. A középiskolát a soproni evangélikus líceumban végezte, majd érettségi után bevonult a 83. közös gyalogezredhez Bécsbe. A tiszti iskola elvégzése után a 46. közös gyalogezredhez helyezték át Gyulafehérvárra, s az első világháború kitörését követően onnan vezényelték ki az olasz frontra.
Görztől délre volt állásban, amikor tífusszal kórházba került. Felgyógyulása után visszatért egységéhez, és 1918 elején már ismét az olasz harctéren volt, a Piave melletti Montellón, majd a Monte Solarolóra került. Részt vett a tizedik isonzói csatában, több Piave környéki összecsapásban és az 1918 októberi olasz offenzíva harcaiban is. Katonai érdemeiért elnyerte a kisezüst és a bronz vitézségi érmet.
Leszerelését követően az 1918-1919-es tanévben fejezte be a középiskolát, majd a József Műegyetemen tanult tovább, ahol építészmérnöki oklevelet szerzett. A műegyetemi ifjúságnak éveken keresztül egyik vezetője volt, sokat foglalkozott diákszervezési és diákszociális kérdésekkel, később a végzett ifjúság elhelyezkedési problémáival, illetve a zsidókérdés felsőoktatási vonatkozásaival.
1926 októberétől Sándy Gyula professzor mellett a Műegyetem II. Épületszerkezettan Tanszékén kezdett dolgozni mint tanársegéd, 1938. október 1-jén pedig egyetemi adjunktus lett és a következő időszakban ebben a munkakörben tevékenykedett. Tanársegédi és adjunktusi működése mellett dolgozott magántervezőként és tanácsadó építészmérnökként is. Saját tervezésében és művezetése mellett több bérvilla, gyárépület és családi ház, két templom, egy üdülőszálló és két nagyszabású állami borpince épült; a professzora tervei alapján megvalósult munkák közül pedig húsz kisebb-nagyobb templom, az egyik soproni egyetemi épület és számos más épület nagyobb építészmérnöki munkáiban vett részt.
Előbbiek mellett szakirodalmi munkássága is igen gazdag és kiterjedt volt. Felelős szerkesztője volt a Hungária című társadalmi folyóiratnak és – Pattantyús-Ábrahám Géza főszerkesztő mellett, 1937-től egészen 1944-ig – a Technika című műszaki periodikának, főmunkatársa az Én házam az én váram építészeti szakkönyvnek. Tagja volt a budapesti mérnöki kamarának, az Országos Magyar Sajtókamarának és a Kamara igazgató-választmányának; elnöke az újságírói főosztály II. szakosztályának és választmányi tagja a Magyar Mérnök- és Építészegyletnek. Tagságot viselt még a Magyar Mérnökök és Építészek Nemzet Szövetségében, a Hungária Magyar Technikusok Egyesületében és az építőmesteri képzettség megvizsgálására szervezett bizottságban is.
Az 1939. évi általános választáson országgyűlési képviselőnek is megválasztották, mandátumát a Magyar Élet Pártja Győr vármegyei listájáról szerezte meg.
A második világháború utolsó hónapjaiban a Wehrmacht segítségével Németországba menekült, majd ott tagja – kereskedelem- és közlekedésügyi minisztere – lett annak az „exil-kormánynak”, amely 1947. augusztus 20-án alakult meg a bajorországi Altöttingben nyugatra menekült magyar politikusokból. Az emigrációba szorult korábbi közéleti személyiségek, döntően parlamenti képviselők bár amellett tettek hitet hogy „az idegen elnyomás megszűnte után a népakarat szabad megnyilvánulását új választással [kívánják] biztosítani”, jelentős részben nem tértek többet vissza Magyarországra. Tömböly Dénes is 1949 után az amerikai kontinensre költözött és az 1973-ban bekövetkezett haláláig Paraguayban élt.

## Ismert munkái
- Budapest, XIII. kerület, Kárpát utca 6.–Thurzó utca 5. – ötemeletes társasház, mindkét utcai bejáratánál egy-egy népviseletbe öltözött párt és más népi motívumokat ábrázoló, figurális vasmunkákkal.[4]
- Sopron, Várisi út – a Magyar Hírlapírók Nyugdíjintézetének Ciklámen üdülőszállója, később Állami Szanatórium, ma a Soproni Gyógyközpont Rehabilitációs Intézete.[5]